# Sennedjem (artisan)
Ne doit pas être confondu avec Sennedjem (précepteur de Toutânkhamon).
Sennedjem est serviteur dans la Place de Vérité dans le village des artisans de Deir el-Médineh pendant les règnes de Séthi Ier et de Ramsès II.

## Sépulture
Il a été enterré avec son épouse, Iy-Néferti, et sa famille dans un tombeau de la nécropole du village. Quand son tombeau a été découvert le 31 janvier 1886, on y a trouvé du mobilier ordinaire de son domicile, y compris un tabouret et un lit, qu'il a effectivement utilisés lorsqu'il était en vie.
Une cour ouverte vers l'est par un pylône faisait face à la demeure de Sennedjem au sud-ouest du village. Dans la cour, à l'ouest, trois chapelles sont surmontées d'un pyramidion, celle de Sennedjem ainsi que celles de deux autres membres de sa famille, Khonsou et Tjaro. Un puits dans la cour permet d'accéder au caveau de Sennedjem dans lequel étaient regroupés les dépouilles de Sennedjem, de sa femme, de dix-huit enfants et autres parents.

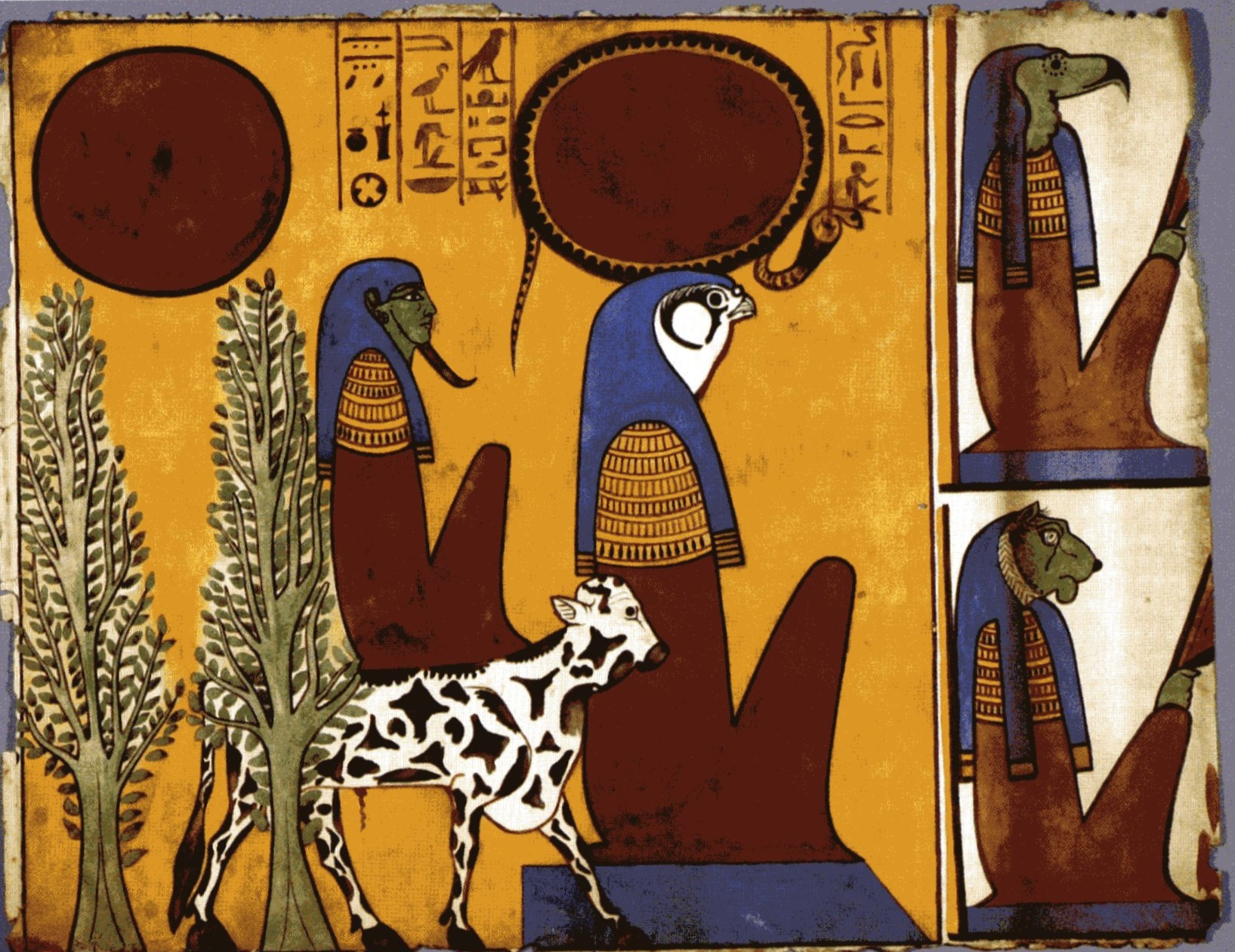
Relevé à l'aquarelle de la tombe de Sennedjem,
Musée des Beaux-Arts de Béziers

## Sources
- La tombe de Sennedjem
- La Tombe de Sennedjem révélée Egypte Eternelle